# Циліарний м'яз

1 — Склера. 2 — Судинна оболонка. 3 — Шлеммів канал. 4 — Корінь райдужки. 5 — Рогівка. 6 — Райдужка. 7 — Зіниця. 8 — Передня камера ока. 9 — Задня камера ока. 10 — Війчасте тіло. 11 — Кришталик. 12 — Скловидне тіло. 13 — Сітківка. 14 — Зоровий нерв. 15 — Зонулярні волокна.

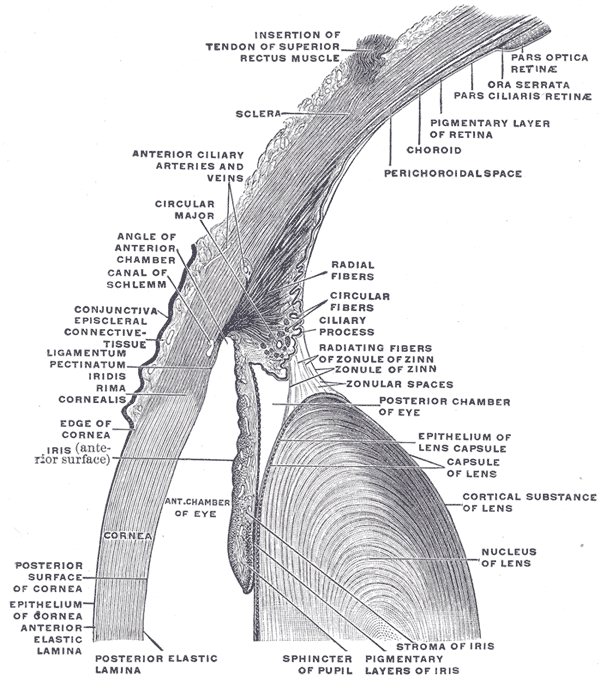
Сагітальний переріз верхньої частини очного яблука

Циліарний м'яз, або війчастий м'яз, війковий м'яз, акомодаційний м'яз (лат. musculus ciliaris) — внутрішній парний м'яз ока, м'яз, що забезпечує акомодацію, містить гладкі м'язові волокна.

## Будова
Циліарний м'яз має кільцевидну форму й становить основну частину циліарного тіла. Розташований навколо кришталика.
У товщі м'яза розрізняють 3 типи гладком'язових волокон:
- Меридіональні волокна (м'яз Брюке) прилягають безпосередньо до склери і кріпляться до внутрішньої частини лімба, частково вплітаються в трабекулярну сітку. При скороченні м'яза Брюке відбувається переміщення циліарного м'язу вперед. М'яз Брюке бере участь в фокусуванні на далеких предметах, його діяльність необхідна для процесу дезакомодації. Дезакомодація забезпечує проєкцію чіткого зображення на сітківку при переміщенні в просторі, їзді, поворотах голови та ін. Не має такого великого значення як м'яз Мюллера. Крім того, скорочення і розслаблення меридіональних волокон викликає збільшення і зменшення розмірів пор трабекулярної сітки, а відповідно і змінюєть швидкість відтоку водянистої вологи в шлеммів канал.

- Радіальні волокна (м'яз Іванова) відходять від склеральної шпори в сторону циліарних відростків. Як і м'яз Брюке забезпечує дезакомодацію.

- Циркулярні волокна (м'яз Мюллера) розташовані у внутрішній частині циліарного м'яза. При їх скороченні звужується внутрішній простір, натяг волокон циннової зв'язки послаблюється і еластичний кришталик набуває більш сферичної форми. Зміна кривизни кришталика призводить до зміни його оптичної сили і переміщення фокусу на близькі предмети. Таким чином здійснюється процес акомодації.

Процес акомодації — це складний процес, що забезпечується скороченням всіх трьох вищеназваних видів волокон.
В місця прикріплення до склери війчастий м'яз сильно стоншується.

## Іннервація
Радіальні і циркулярні волокна отримують парасимпатичну іннервацію в складі коротких циліарних гілок (nn.ciliaris breves) від циліарного вузла. Парасимпатичні волокна беруть початок від додаткового ядра окорухового нерва (nucleus oculomotorius accessories) і в складі корінця окорухового нерву (radix oculomotoria, окоруховий нерв, ІІІ пара черепно-мозкових нервів) вступають в циліарний вузол.
Меридіальні волокна отримують симпатичну іннервацію від внутрішнього сонного сплетення, яке розташоване навколо внутрішньої сонної артерії.
Чутлива іннервація забезпечується циліарним сплетенням, що утворюється з довгих і коротких гілок циліарного нерва, які направляються в центральну нервову систему в складі трійчастого нерва (V пара черепно-мозкових нервів).

## Медичне значення
Пошкодження циліарного м'яза призводить до паралічу акомодації (циклоплегія). Тривале напруження акомодації (напр. тривале читання чи висока нескорегована далекозорість) призводить до судомного скорочення циліарного м'яза (спазм акомодації).
Ослаблення акомодаційної здатності з віком (пресбіопія) пов'язана не з втратою функціональної здатності м'яза, а зі зниженням власної еластичності кришталика.
Відкрито- і закрито-кутову глаукому можна лікувати агоністами мускаринових рецепторів (напр. пілокарпіном), який викликає міоз, скорочення циліарного м'яза і збільшення пор трабекулярної сітки, полегшення дренажу водянистої вологи в шлеммів канал і врешті зниження внутрішньоочного тиску.

## Кровопостачання
Кровопостачання м'яза здійснюється з чотирьох передніх циліарних артерій. Вони є гілками очної артерії. Венозний відтік здійснюється через передні циліарні вени.